# San Joaquín (Querétaro)
San Joaquin est une municipalité de l' État de Querétaro au centre du Mexique.